# Reinaldo Agosteguis
Reinaldo Agosteguis (La Plata, 6 de octubre de 1943) es un arquitecto egresado de la Universidad Nacional de La Plata (UNLP), artista visual y escritor. Desde 1981 reside en Viedma. Entre sus muestras abunda la temática respecto de Latinoamérica y la Patagonia.

## Trayectoria
Nace en la periferia de la ciudad de La Plata. Hijo de padres obreros. Cursa el secundario en la Escuela Técnica Albert Tomas, siendo el primero en todas las generaciones de su familia en terminar el nivel secundario.
En 1973, empezó a trabajar como maestro mayor de obra mientras cursaba la carrera de arquitectura en la Universidad Nacional de La Plata (UNLP). Las condiciones sociopolíticas imperantes de la época lo llevaron a incursionar en la militancia política, mientras realizaba tareas docentes en la facultad de arquitectura y urbanismo.
Fue en 1979, cuando egresa de la universidad, que comienza a descubrir su vocación artística.
En 1981, formó pareja con quien es hoy su esposa y madre de sus dos hijas, juntos se trasladaron a la Patagonia Argentina definiendo su residencia permanente en Viedma, Río Negro.
A fines de los años 80’ empieza a involucrarse en el campo de la plástica, y asiste a talleres y cursos realizando; ya en los años 90’ realiza sus primeras exposiciones grupales, en la Provincia de Río Negro.
En 1991, fue nombrado Presidente de la Asociación de Artes Visuales del Valle Inferior de la provincia de Río Negro, manteniéndose en el cargo hasta 1993, año en que fundó el Grupo Viedma. Entre sus trabajos más importantes de esa época se encuentran su participación en la muestra colectiva Fundación: Proyecto Sur, en el Senado de la Nación y en la Embajada de Estados Unidos.
En 1998, funda el grupo Ensamble/7 de escritores locales y publican un libro de poesía con el mismo nombre, que es declarado de interés educativo y cultural por la Legislatura de Río Negro.
En el año 2000, realiza su muestra itinerante “vos, yo y Borges” la cual recorre numerosos museos de la provincia de Río Negro.
En el año 2001, inaugura su muestra “Huellas” la cual recorre muchas ciudades, centros de arte y cultura, entre ellos el Museo de Arte Contemporáneo Latinoamericano (MACLA) de La Plata y el Centro Cultural Recoleta.

## Al respecto de su obra
Algunas de sus obras se han expuesto en el Museo E. Sivori, Galería Ática -ambas en la ciudad de Buenos Aires-, la sala E. Saraco -de la provincia de Neuquén-, en el Centro Cívico de la ciudad de Bariloche, en la Casa de la Cultura, en el Museo Juan Sánchez de General Roca y, en varias ocasiones, en el Centro Municipal de Cultura, en la ciudad de Viedma. Además han sido premiadas, con el primer lugar, en la primera Bienal patagónica.
Sus obras forman parte del patrimonio de:  
- Donación a la UNRN con motivo de la inauguración de la sede Atlántica (Viedma) R.N
- UNRN- Rectorado de la Universidad Nacional de Río Negro. Argentina
- Museo de Arte Contemporáneo Latinoamericano (MACLA) de La Plata.
- Museo Municipal  “Juan Sánchez” Ciudad de G: Roca, RN.
- Municipalidad de Viedma. R.N.
- Establecimientos Educativos, Colegios, Universidades, Instituciones, etc
- Museo de Arte Contemporáneo de Chivilcoy, Pcia.  Bs.As. Argentina
- Colecciones particulares.
- Donación obras Hospital de Viedma- R.N.